# Індекс в'язкості
Індекс в'язкості (рос. индекс вязкости; англ. viscosity index; нім. Viskositätsindex m) — безрозмірна величина, яка визначається за встановленою шкалою і характеризує зміну в'язкості рідини залежно від температури.
Відома система Діна і Девіса оцінки ІВ. За еталони приймають два масла: одне з дуже пологою характеристикою, а інше - з дуже крутою. У першого масла ступінь зміни в'язкості умовно приймають за 100, у другого - за 0. Порівнюючи характеристику залежності кінематичної в'язкості від температури досліджуваного масла з кривими зміни в'язкості у еталонних масел розрахунковим шляхом за спеціальними формулами визначають ІВ. Необхідно мати на увазі, що чим вище значення ІВ, тим більш полога характеристика залежності в'язкості від температури, іншими словами чим вище чисельне значення індексу в'язкості, тим менше в'язкість масла залежить від температури.
Масло з більш високим індексом в'язкості має кращу текучість при низькій температурі (запуск холодного двигуна) і більш високу в'язкість при робочій температурі двигуна. Високий індекс в'язкості необхідний для всесезонних масел і деяких гідравлічних масел (рідин). Індекс в'язкості визначається (за стандартами ASTM D 2270, DIN ISO 2909) за допомогою двох еталонних масел. Шкала індексу в'язкості виходить розподілом різниці в'язкостей еталонних масел при температурі 40 ° С на 100 рівних частин. Індекс в'язкості досліджуваного масла знаходять по шкалі після визначення його в'язкості при температурі 40 ° С, а якщо індекс в'язкості перевищує 100, його знаходять розрахунковим шляхом.

## Інтернет-ресурси
- viscosity-index [Архівовано 3 серпня 2020 у Wayback Machine.]